# Vimont (Calvados)
Vimont és un municipi francès situat al departament de Calvados i a la regió de Normandia. L'any 2007 tenia 581 habitants.

## Demografia

### Població
El 2007 la població de fet de Vimont era de 581 persones. Hi havia 205 famílies de les quals 24 eren unipersonals (7 homes vivint sols i 17 dones vivint soles), 59 parelles sense fills, 96 parelles amb fills i 26 famílies monoparentals amb fills.
La població ha evolucionat segons el següent gràfic:
Habitants censats

### Habitatges
El 2007 hi havia 217 habitatges, 206 eren l'habitatge principal de la família, 3 eren segones residències i 9 estaven desocupats. 215 eren cases i 2 eren apartaments. Dels 206 habitatges principals, 142 estaven ocupats pels seus propietaris i 64 estaven llogats i ocupats pels llogaters; 2 tenien dues cambres, 30 en tenien tres, 53 en tenien quatre i 121 en tenien cinc o més. 183 habitatges disposaven pel capbaix d'una plaça de pàrquing. A 73 habitatges hi havia un automòbil i a 130 n'hi havia dos o més.

### Piràmide de població
La piràmide de població per edats i sexe el 2009 era:
| Homes | Edats   | Dones |
| ----- | ------- | ----- |
| 4     | 95 o +  | 0     |
| 0     | 90 a 94 | 4     |
| 8     | 85 a 89 | 8     |
| 4     | 80 a 84 | 12    |
| 8     | 75 a 79 | 8     |
| 0     | 70 a 74 | 8     |
| 8     | 65 a 69 | 16    |
| 12    | 60 a 64 | 12    |
| 0     | 55 a 59 | 20    |
| 36    | 50 a 54 | 24    |
| 28    | 45 a 49 | 24    |
| 16    | 40 a 44 | 12    |
| 4     | 35 a 39 | 16    |
| 16    | 30 a 34 | 16    |
| 4     | 25 a 29 | 0     |
| 20    | 20 a 24 | 16    |
| 8     | 15 a 19 | 20    |
| 12    | 10 a 14 | 16    |
| 24    | 5 a 9   | 0     |
| 12    | 0 a 4   | 12    |

## Economia
El 2007 la població en edat de treballar era de 381 persones, 287 eren actives i 94 eren inactives. De les 287 persones actives 263 estaven ocupades (145 homes i 118 dones) i 25 estaven aturades (11 homes i 14 dones). De les 94 persones inactives 44 estaven jubilades, 21 estaven estudiant i 29 estaven classificades com a «altres inactius».

### Ingressos
El 2009 a Vimont hi havia 245 unitats fiscals que integraven 686,5 persones, la mediana anual d'ingressos fiscals per persona era de 18.411 €.

### Activitats econòmiques
Dels 24 establiments que hi havia el 2007, 1 era d'una empresa de fabricació d'altres productes industrials, 9 d'empreses de construcció, 4 d'empreses de comerç i reparació d'automòbils, 2 d'empreses d'hostatgeria i restauració, 1 d'una empresa financera, 1 d'una empresa immobiliària, 3 d'empreses de serveis i 3 d'entitats de l'administració pública.
Dels 13 establiments de servei als particulars que hi havia el 2009, 3 eren tallers de reparació d'automòbils i de material agrícola, 2 guixaires pintors, 3 fusteries, 3 lampisteries, 1 electricista i 1 restaurant.
L'únic establiment comercial que hi havia el 2009 era una floristeria.
L'any 2000 a Vimont hi havia 5 explotacions agrícoles.

## Equipaments sanitaris i escolars
El 2009 hi havia 1 hospital de tractaments de mitja durada (seguiment i rehabilitació) i 1 ambulància.

## Poblacions més properes
El següent diagrama mostra les poblacions més properes.